# Kabelo Mohlosi
Kabelo Simon Mohlosi (* 20. Januar 1993) ist ein südafrikanischer Mittelstreckenläufer, der sich auf den 800-Meter-Lauf spezialisiert hat.

## Sportliche Laufbahn
Erste Erfahrungen bei internationalen Meisterschaften sammelte Kabelo Mohlosi im Jahr 2016, als er bei den Afrikameisterschaften in Durban in 1:50,00 min den siebten Platz über 800 Meter belegte. 2018 schied er dann bei den Afrikameisterschaften in Asaba mit 1:48,60 min im Vorlauf aus und 2022 schied er bei den Afrikameisterschaften in Port Louis mit 1:51,82 min im Halbfinale aus. Zudem belegte er dort mit der südafrikanischen 4-mal-400-Meter-Staffel in 3:14,69 min den siebten Platz. 2024 kam er bei den Afrikameisterschaften in Douala mit 1:54,93 min nicht über den Vorlauf über 800 Meter hinaus.
2019 wurde Mohlosi südafrikanischer Meister im 800-Meter-Lauf.

## Persönliche Bestzeiten
- 400 Meter: 47,22 s, 28. Mai 2022 in Sasolburg
- 800 Meter: 1:45,19 min, 22. Juli 2023 in Ninove